# Dietrich Luf III. (Kleve)
Dietrich Luf III. von Kleve († vor 10. November 1332) war der älteste Sohn des Dietrich Luf II. von Kleve, Graf von Hülchrath und Herr von Kervenheim und Oedt.

## Leben
Dietrich Luf III. wurde vor 1285 als Kind aus der ersten Ehe Dietrichs Luf II. geboren. In erster Ehe war er mit einer Jolanta verheiratet, 1323 ehelichte er Mathilde von Voorne. Aus der Ehe mit Jolanta stammt die einzige Tochter Elisabeth († 1347). Wie schon sein Vater schloss sich Dietrich Luf III. eng an den Erzbischof von Köln an und betrieb eine Politik gegen seinen Vetter Graf Dietrich VII./IX. von Kleve. 1314 verkaufte Dietrich Luf Hülchrath an den Kölner Erzbischof Heinrich II. von Virneburg, das damit endgültig für die Grafschaft Kleve verlorenging. Der Übergang Hülchraths an Köln war mit der vollständigen Bezahlung der Kaufsumme 1331 abgeschlossen. Seit 1323 hatte Dietrich Luf den Titel eines Grafen von Hülchrath abgelegt und nannte sich nur noch Herr von Kervenheim und Oedt. Dietrich Luf starb kurz vor dem 10. November 1332.